# Theatermuseum (Wien)

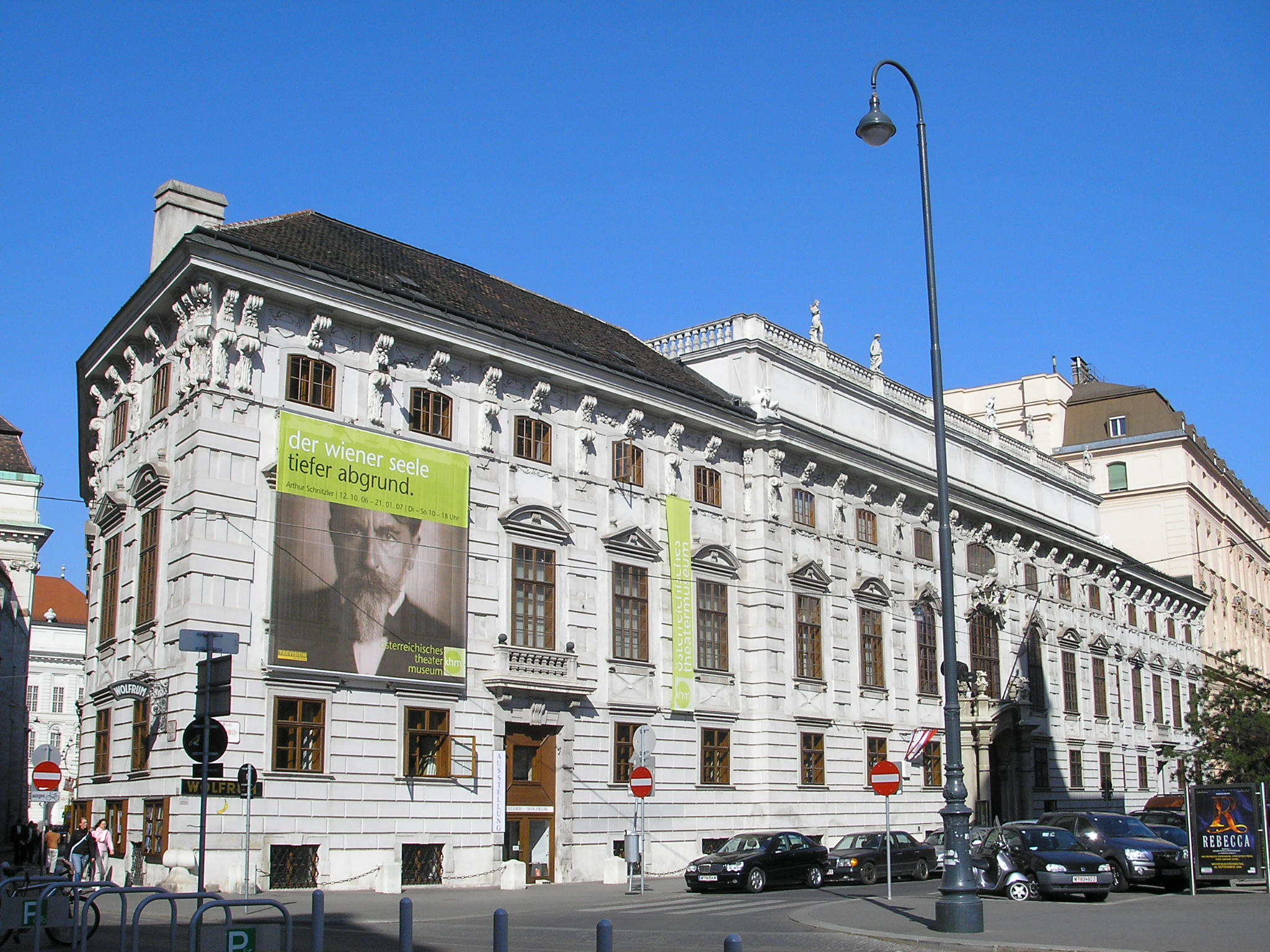
Das Theatermuseum im Palais Lobkowitz (2006)

Das Theatermuseum (vormals: Österreichisches Theatermuseum) ist ein Bundesmuseum im Wiener Palais Lobkowitz. Organisatorisch gehört das Theatermuseum heute zum Kunsthistorischen Museum Wien und ist seit 1991 im Palais Lobkowitz in Wien angesiedelt.

## Geschichte
Seinen Ursprung hat das Museum in der Theatersammlung der Österreichischen Nationalbibliothek, die ihrerseits bis in die Barockzeit zurückreicht. 1922 wurde die Theatersammlung unter der Leitung von Joseph Gregor als eigenständige Organisation etabliert und im Jahr 1923 durch den Ankauf der größten damals existierenden privaten Theatralia-Sammlung, der des Burgschauspielers und Burgtheaterdirektors Hugo Thimig,  wesentlich erweitert. Auch von Stefan Zweig stammt ein bedeutender Teil der Sammlung; er vermachte seine Manuskripte vor seiner Flucht vor den Nationalsozialisten im Jahr 1938 dem Museum. Mit dem Nachlass von Hermann Bahr besitzt das Museum den bedeutendsten Schriftstellernachlass der Wiener Moderne in Österreich.
Die Theatersammlung sollte sich nicht nur auf literarisches und archivarisches Sammelgut beschränken, sondern das Theater in seiner ganzen Vielfalt erfassen. Eng damit verbunden war über Jahrzehnte der Plan zur Gründung eines Theatermuseums. Das Österreichische Theatermuseum,  ursprünglich in Räumlichkeiten des Hanuschhofs neben der Wiener Staatsoper untergebracht, wurde allerdings erst 1975 gegründet, mit der primären Aufgabe, Ausstellungen mit dem vorhandenen Material der Österreichischen Nationalbibliothek zu organisieren. Da der Platz für die Bestände bald nicht mehr ausreichte, kaufte die Republik Österreich das nahegelegene Palais Lobkowitz an, das schließlich am 26. Oktober 1991 als Österreichisches Theatermuseum eröffnet wurde.
Mit dieser Eröffnung fand auch die Vereinigung der bisherigen Theatersammlung der Österreichischen Nationalbibliothek mit den Beständen des Theatermuseums statt und es entstand eine der größten und bedeutendsten Sammlungen im Bereich des Theaters und die Möglichkeit ihrer Präsentation in erlesenen Schauräumen. Mit Beginn des Jahres 2001 wurde das Österreichische Theatermuseum rechtlich Teil der wissenschaftlichen Anstalt Kunsthistorisches Museum. Mit 1. September 2014 wurden die Bestände des 2005 gegründeten, bis dahin eigenständigen Wiener Staatsopernmuseums in das Theatermuseum eingegliedert.
Direktoren
- 1998–2001: Helga Dostal[1][2]
- 2002–2021: Thomas Trabitsch[2][3]
- 2022–2023: Marie-Theres Arnbom[3]
- seit 2024: Franz Pichorner[4]

## Gebäude
Bemerkenswert ist der Eroicasaal, benannt nach Beethovens 3. Symphonie, die seinem Förderer und Hausherrn des Palais, Franz Joseph Maximilian Fürst Lobkowitz, gewidmet ist. Zahlreiche Werke Beethovens wurden im Palais Lobkowitz aufgeführt, wo sich der Komponist des Öfteren auch als Gast aufhielt.

## Sammlungen
Im Theatermuseum sind über 1.000 Bühnenmodelle und 600 Kostüme und Requisiten aus drei Jahrhunderten. Mehr als 100.000 Zeichnungen und Grafiken sowie mehr als 700.000 Theaterfotos zählen zum Bestand des Museums. Zu den ungewöhnlichsten Schätzen des Hauses gehören die Stabpuppen des Jugendstilkünstlers Richard Teschner, einschließlich seines Figurenspiegels. In Summe umfasst der Bestand des Museums mehr als 2.000.000 Einzelobjekte.
Die fachwissenschaftliche Studienbibliothek des Theatermuseums umfasst etwa 100.000 Bücher, Zeitschriftenbände, Bühnenmanuskripte und Theaterzettel. Ein Großteil der Bestände ist weiterhin Eigentum der Österreichischen Nationalbibliothek und über deren Katalog recherchierbar. Er ist als Dauerleihgabe im Theatermuseum.
Im Archiv ist der Nachlass Hermann Bahr/Anna Bahr-Mildenburg, der größte in Österreich befindliche Bestand der Wiener Moderne. Weiters gibt es relevante Bestände von Alfred Roller, Max Reinhardt, Heinrich Schnitzler, Hugo Thimig und Stefan Zweig.

## Ausstellungen
- 2002 Kein Schwert verhieß mir der Vater - Heldentenor Jess Thomas in Wien
- 2015 Der Meister Tön' und Weisen … Heinz Zednik – 50 Jahre Staatsoper und ExistenzFest. Hermann Nitsch und das Theater
- 2018/19 "Ich denke ja garnichts, ich sage es ja nur." Ödön von Horváth und das Theater
- 2024 Staging Hofmannsthal[5]